# Prison de Poggioreale
Pour les articles homonymes, voir Poggioreale (homonymie).
Casa Circondariale di Napoli-Poggioreale
La prison de Poggioreale (en italien : Casa Circondariale di Napoli-Poggioreale) est un pénitencier italien situé dans le quartier napolitain de Poggioreale (en). Poggioreale a ouvert ses portes en 1914.

## Historique
La construction de l'édifice, de style XIXe siècle, a débuté en 1905 pour faire face à la surpopulation carcérale des prisons napolitaines en fonction de l'époque.
En 1981, le vice-directeur de Poggioreale, Giuseppe Salvia, est assassiné sur ordre du parrain de la camorra Raffaele Cutolo, alors détenu dans cette même prison.
En 1998, Francesco Mazzarella, 75 ans, patriarche du clan Mazzarella, l'un des plus puissants de la camorra de l'époque, est abattu devant les portes de la prison alors qu'il attendait la libération de son fils Vincenzo.
En 2015, le pape François se rend dans la prison pour rencontrer les détenus.
Actuellement le centre de détention peut accueillir jusqu'à 1 644 détenus. 1 910 individus (1 674 Italiens, 236 étrangers) étaient détenus à Poggioreale en décembre 2014.